# Federação Cubana de Voleibol
A Federação Cubana de Voleibol  (em espanholː Federación Cubana de Voleibol,FCV) é  uma organização fundada em 1955 que governa a pratica de voleibol em Cuba, sendo membro da Federação Internacional de Voleibol e da Confederação da América do Norte, Central e Caribe de Voleibol, a entidade é responsável por  organizar  os campeonatos nacionais de  voleibol masculino e feminino no país.